# Oeneis germana
Oeneis germana är en fjärilsart som beskrevs av Jules Leon Austaut 1908. Oeneis germana ingår i släktet Oeneis och familjen praktfjärilar. Inga underarter finns listade i Catalogue of Life.